# Incheons internationella flygplats
Incheons internationella flygplats (IIA) (IATA: ICN, ICAO: RKSI) (koreanska: 인천국제공항) är den största internationella flygplatsen i Sydkorea. Flygplatsen är belägen i hamnstaden Incheon i Seouls huvudstadsregion. Incheons internationella flygplats ligger väster om staden Incheon på en konstgjord ö mellan två öar (Yeongjong och Yongyu) som byggdes ihop för att dränera det grund som låg mellan öarna, som ligger i distriktet Jung-gu. 

## Översikt
Incheon är en av världens största och mest trafikerade flygplatser sedan starten 2001, då flygplatsen tog över nästan alla internationella flygningar från Gimpo Airport. Gimpo Airport har nu nästan uteslutande inrikesresor, och enstaka flygningar till Kina, Japan och Taiwan. Flygplatsen har utsetts till världens bästa enligt Airport Council International sju år i rad (2005-2012). Flygplatsen påstår att den genomsnittliga ankomst och avgången tar bara 19 minuter och 12 minuter jämfört med internationella standard på 60 minuter och 45 minuter. Det är långt snabbare än snittet i världen, vilket gör den till en av världens snabbaste när det gäller tull och säkerhetskontroll. Incheon har även en av de lägsta felhanteringarna av bagage med en siffra på 0.0001%. Flygplatsen är hemmabas för Korean Air, Asiana Airlines, Jeju Air och Polar Air Cargo. Flygplatsen har en mängd faciliteter som golfbanan, spa, privat sovrum, en isrink, ett kasino, en inomhusträdgård och ett kulturmuseum. Taxfreeområdet har rankats som världens bästa tre år i rad (2010-2012) av business traveller.

## Historia
Efter de Olympiska sommarspelen 1988 i Seoul ökade den internationella flygtrafiken till Sydkorea. Under 1990-talet blev det klart att Gimpo Airport inte klarade av den kraftiga ökningen av flygresor. För att minska belastningen på Gimpo Airport bestämde man sig för att bygga Incheon Airport, bygget började 1992. Man byggde på land som man tagit från havet mellan öarna Yeongjong och Youngyu. Det tog åtta år att bygga och ytterligare sex månader att testa. Flygplatsen öppnades officiellt mars 2001. Inledningsvis var det många olika problem som uppstod, mestadels med bagagehanteringen. De flesta problem var lösta inom en månad från premiären.
Som en följd av Terrorattackerna den 11 september 2001 var säkerhetssystemet på flygplatsen uppgraderat, tillsammans med medicinsk utrustning för att hantera olika epidemier. Utrustningen gör att flygplatsen i dag betraktas som en av de mest avancerade i världen och den mest avancerade i Asien.
Sedan starten har trafiken ökat kraftigt, och tidigt 2002 stod det klart att flygplatsen skulle utnyttja sin fulla kapacitet redan 2006. Detta resulterade i att fas 2 påbörjades redan 2002. Ursprungligen var planen att bygget skulle vara klart i slutet av 2008, men på grund av de Olympiska sommarspelen 2008 i Peking fick bygget påskyndas till juli 2008.
Den 15 november 2006 landade Airbus A380 för första gången på Incheon, i samband med certifieringen av planet. Det genomfördes tester på landningsbanorna, taxivägen och ramper som visade att flygplatsen var redo att hantera detta plan.
Kommande[när?] utbyggnadsplaner är att staden Incheon och logistikföretaget Hanjin Corporation (moderbolag för Korean Air) avser att bygga ett nio våningar högt sjukhus i närheten av flygplatsen. Avtalet undertecknades den 10 januari 2008, och det nya sjukhuset, Yeongjong Medical Center, kommer att slutföras under 2011.[uppföljning saknas] Sjukhuset kommer att vara både lokalt sjukhus och medicinskt centrum för de 30.000 turister varje år som kräver medicinsk uppföljning i landet.

### Tidslinje
- Februari 1992: Planen godkänns
- November 1992: Fas 1-arbeten påbörjas
- Juli 1994: Norra och södra dräneringsdikena är klara (som används för att dränera den blivande flygplatsön)[förtydliga]
- Mars 1996: Namnet Incheon International Airport antas officiellt
- Maj 1996: Bygget av passagerarterminalen påbörjas
- December 1996: Banbygget påbörjas
- 30 juni 2000: Basfunktioner för flygplatsen är klara.
- Juli 2000: Test av flygplatsen påbörjas
- November 2000: Startdatum annonseras
- 29 mars 2001: Flygplatsen öppnas officiellt
- Februari 2002: Fas 2-arbeten påbörjas
- November 2002: En ny parkering för passagerarplan är färdigbyggd (Fas 2)
- October 2003: Bygget för den nya fraktterminalen påbörjas (Fas 2)
- November 2003: Intra Airport Transit (IAT) system börjar byggas (Fas 2)
- December 2003: Tredje bana börjar byggas (Fas 2)
- Juni 2004: Bygget av Concourse påbörjas (Fas 2)
- Mars 2007: Järnvägsstation öppnas
- Junie 2008: Fas 2 är färdig.
- 2011: Fas 3 påbörjas.

## Byggnadsfaser
Flygplatsen skulle ursprungligen ha tre faser, så att flygplatsen skulle byggas ut i takt med ökat antal resenärer. Men detta ändrades till fyra då flygplatsen öppnades. 

### Fas 1

Den nya ön, med de gamla markerade i rött.

Fas 1 skulle leda till att flygplatsen hade kapacitet för 30 miljoner passagerare per år och 1,7 miljoner ton frakt per år. Detta betydde att passagerarterminalen (496 000 m²), två parallella banor, ett flygledartorn, en administrativ byggnad, ett transportcenter, ett fälthållningscenter, tre fraktterminaler, ett internationellt affärscenter och ett statligt kontor behövdes byggas. Men arbetet började med att bygga samman två öar till en större genom att dränera bort det grund som redan fanns mellan dessa.

### Fas 2
Fas 2 inleddes i början av 2002, och var ursprungligen tänkt att vara färdig till december 2008. Men i ett försök att få flygplatsen redo för de Olympiska sommarspelen 2008 i Peking i augusti, accelererades planen och fas 2 var färdig den 20 juni 2008.
Under denna fas byggdes en tredje parallella banan på 4,000m samt en 13 hektar stor fraktterminal samt Concoursen (Passagerar terminal). När allt stod klart hade flygplatsen en årlig kapacitet av 410 000 flygningar med 44 000 000 passagerare och nästan 4 500 000 ton gods. Många långdistansflygningar flyttade ut till den nya concoursen, medan Korean Air och Asiana Airlines fortsatte att använda den redan existerande terminalen.
Utöver de nya byggnaderna tillkom även nya system, bland annat en uppgradering av ASDE-X med MRI(Multi Radar Tracking)-funktion, och ADS-B (Automatic Dependent Surveillance-Brodcast)system och RIMCAS (Runway Incursion Moitoring and Conflict Alert System).

### Fas 3
Fas 3 påbörjades 2011 och beräknades vara klart 2017, den beräknade kostnaden är ₩ 4 000 000 000 000. Den Sydkoreanska regeringen planerar att bygga en andra terminal norr om flygplatsen, samt att expandera fraktterminalen och övrig infrastruktur. Den nya terminalen ska sammankopplas med Starline-linjen som redan går mellan terminalen och concoursen. När Fas 3 slutförs kommer flygplatsen ha en kapacitet på 62 miljoner passagerare och 5,8 miljoner ton frakt, jämfört med dagens 44 miljoner passagerare och 4,5 miljoner ton frakt. Planerna inkluderar fler parkeringsplatser för flygplan samt utbyggd järnväg till Seoul.[uppföljning saknas]

### Fas 4
Fas 4 planeras att vara färdigt 2020[uppföljning saknas] och är den slutgiltiga expansionen av flygplatsen. När den är klar kommer flygplatsen ha två passagerarterminaler och fyra satellit-concourser med totalt 128 gater. Det kommer att vara totalt fem parallella banor (en som är reserverad exklusivt för frakt). När denna fas är klar kommer flygplatsen ha en kapacitet på 100 miljoner passagerare och 7 miljoner ton frakt årligen. Med denna plan är målet att flygplatsen ska bli en av världens tio största flygplatser till 2020.[uppföljning saknas]

## Byggnader

### Tornet
Placerat i mitten av flygplatsen med 22 våningar sträcker tornet sig 100,4 meter upp i luften. Tornet är upplyst dygnet runt. Längst upp på tornet är parabolen för Airport Surface Detection Equipment (ASDE) placerad, vilken kan spåra alla föremål (flygplan eller hinder som fåglar) på en radie av 5 kilometer från tornet. De översta våningarna används för flygledning och markledning, medan de lägre våningarna används till stödfunktioner för flygplatsen. Tornet har en area på 179 m2.

### B anorna
Det finns tre parallella banor idag 15R/33L, 15L/33R och 16/34. Banorna 15R/33L och 15L/33R är båda 3,700 meter långa, 60 meter breda och 1.05 meter tjocka. Bana 16/34 är 4,000 meter lång. Bana 15R/33L används mest för avgångar medan 15L/33R används mest för landningar. Detta är något som märks i underhållet av banorna då mängden gummirester från flygplansdäcken varierar, mer gummi lossnar vid landningar än vid starter.

## Terminaler

### Huvudterminalen

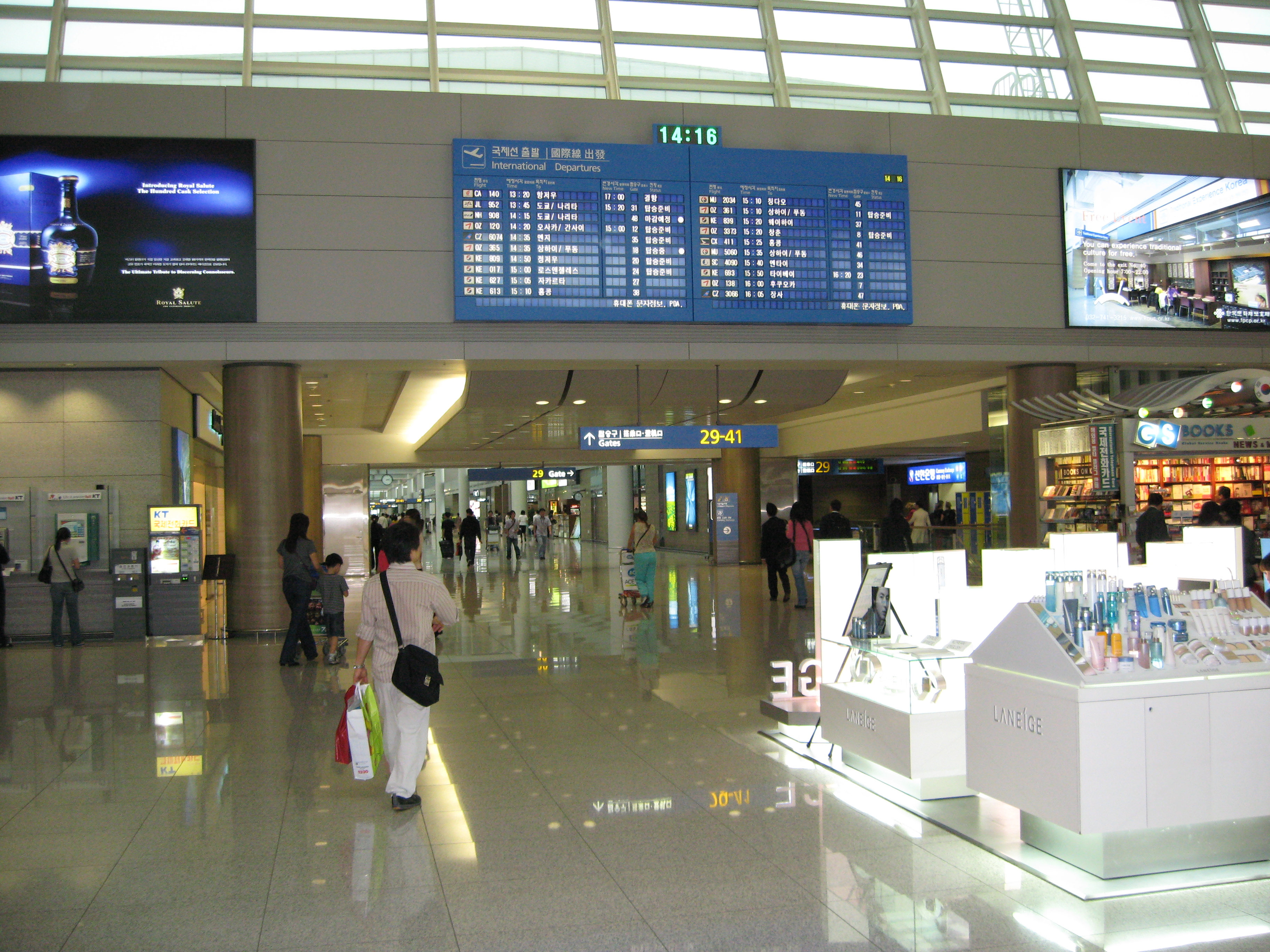
Avgångshallen med område för Taxfree i huvudterminalen.

Detta är huvudbyggnaden för flygplatsen med 594 000 kvadratmeter. Här sker all incheckning i någon av de 252 diskarna, samt tull- och säkerhetskontroll. Det finns 44 gater som alla kan ta emot Airbus A380. Härifrån utgår även alla tåg, bussar och taxi. I incheckningsområdet kan man handla i någon av Sydkoreas stora varuhus som har filial där, varorna som man har handlat kan sedan hämtas upp i taxfreeområdet.

#### Flygbolag
| Flygbolag       | Destinationer |
| --------------- | --- |
| Asiana Airlines | Almaty, Suvarnabhumi, Peking, Busan, Cebu, Changchun, Changsha, Chengdu, Chicago-O'Hare, Chongqing, Clark, Dalian, Da Nang, Delhi, Denpasar/Bali, Frankfurt, Fukuoka, Guangzhou, Guilin, Hangzhou, Hanoi, Harbin, Hiroshima, Tan Son Nhat, Hongkong, Honolulu, Huangshan, Istanbul-Atatürk, Jakarta-Soekarno-Hatta,Jeju, Khabarovsk, Koror, Kota Kinabalu, Kumamoto, London-Heathrow, Los Angeles, Manila, Matsuyama, Miyazaki, Nagoya-Centrair, Naha, Nanjing, New York-JFK, Kansai, Paris-Charles de Gaulle, Phnom Penh, Phuket, Rangoon, Qingdao, Saipan, San Francisco, Seattle/Tacoma, Sendai, Shanghai-Pudong, Shenzhen, Shizuoka, Siem Reap, Singapore, Sydney, Taipei-Taoyuan, Takamatsu, Tashkent, Tianjin, Tokyo-Haneda, Tokyo-Narita, Toyama, Vladivostok, Weihai, Xi'an, Yanji, Yantai, Yonago, Yuzhno-Sakhalinsk Säsong: Asahikawa, Nanchang |
| Jeju Air        | Suvarnabhumi, Cebu, Fukuoka, Guam, Hongkong, Manila, Nagoya-Centrair, Kansai, Phnom Penh, Qingdao, Sapporo-Chitose, Tokyo-Narita |
| Jin Air         | Suvarnabhumi, Cebu, Chiang Mai, Clark, Guam, Hongkong, Macau, Nagasaki, Naha, Sapporo-Chitose, Vientiane Charter: Kota Kinabalu, Siem Reap |
| Korean Air      | Akita, Aomori, Atlanta, Auckland, Suvarnabhumi, Pekingl, Brisbane, Busan, Cebu, Changsha, Chiang Mai, Chicago-O'Hare, Colombo, Daegu, Dalian, Dallas/Fort Worth, Da Nang, Denpasar/Bali, Dubai-International, Frankfurt, Fukuoka, Guam, Guangzhou, Hakodate, Hanoi, Tan Son Nhat, Hongkong, Honolulu, Houston-Intercontinental (börjar 2 maj 2014), Huangshan, Irkutsk, Istanbul-Atatürk, Jakarta-Soekarno-Hatta, Jeddah, Jeju, Jinan, Kagoshima, Kathmandu, Komatsu, Kota Kinabalu, Koror, Kuala Lumpur, Kunming, Las Vegas, London-Heathrow, Los Angeles, Madrid, Malé, Manila, Milano-Malpensa, Sjeremetevos, Mumbai, Nadi, Nagoya-Centrair, Nairobi-Jomo Kenyatta, New York-JFK, Niigata, Oita, Okayama, Kansai, Paris-Charles de Gaulle, Phnom Penh, Phuket, Prag, Qingdao, Rangoon, Riyadh, Rome-Fiumicino, Pulkovo, San Francisco, São Paulo-Guarulhos, Sapporo-Chitose, Amsterdam-Schiphols flygplats, Seattle/Tacoma, Shanghai-Pudong, Shenyang, Shenzhen, Siem Reap, Singapore, Sydney, Taipei-Taoyuan, Tashkent, Tel Aviv-Ben Gurion, Tianjin, Tokyo-Haneda, Tokyo-Narita, Toronto-Pearson, Ulan Baator, Vancouver, Wien-Schwechat, Vladivostok, Washington-Dulles, Weihai, Wuhan, Xi'an, Xiamen, Yanji, Zhengzhou, Zürich Säsong: Kairo |

#### Concourse
Som ett steg i utbyggnaden färdigställdes denna terminal 2008. Det är en byggnad mitt på flygplatsen som är sammankopplad med Starline till huvudterminalen. Terminalen har 30 gater och sex lounger (Asiana Airlines/Star Alliance, Singapore Airlines/Star Alliance, Cathay Pacific/Oneworld, Japan Airlines/Oneworld, Korean Air/SkyTeam, och China Eastern Airlines/SkyTeam). Här finns även en upphämtningsplats för varuhusen, man kan även ha handlat på något av varuhusen inne i Seoul och beställa upphämtning här.

#### Flygbolag
| Flygbolag                     | Destinationer | Incheckningsdisk |
| ----------------------------- | --- | ---------------- |
| Aeroflot                      | Sjeremetevos internationella flygplats | D                |
| Aeroflot operated by Aurora   | Chabarovsk, Vladivostok, Juzjno-Sachalinsk | D                |
| AirAsia X                     | Kuala Lumpur |                  |
| AirAsia Zest                  | Cebu, Kalibo, Manila |                  |
| Air Astana                    | Almaty |                  |
| Air Bishkek                   | Bisjkek |                  |
| Air Canada                    | Vancouver Säsong: Toronto-Pearson |                  |
| Air China                     | Pekings internationella flygplats, Chengdu, Hangzhou, Hefei, Qingdao, Tianjin, Yanji                                                              |                  |
| Air France                    | Paris-Charles de Gaulle flygplats | E                |
| Air India                     | Delhi, Hong Kong |                  |
| Air Macau                     | Macau |                  |
| All Nippon Airways            | Nagoya-Centrair, Kansai |                  |
| American Airlines             | Dallas/Fort Worth | J                |
| Asia Atlantic Airlines        | Suvarnabhumi |                  |
| British Airways               | London-Heathrow | J                |
| Business Air                  | Suvarnabhumi, Chiang Mai, Phuket |                  |
| Cathay Pacific                | Hong Kong, Taipei-Taoyuan |                  |
| Cebu Pacific                  | Cebu, Kalibo, Manila |                  |
| China Airlines                | Taipei-Taoyuan | H                |
| China Eastern Airlines        | Changsha, Kunming, Nanjing, Qingdao, Shanghai-Pudong, Taiyuan, Weihai, Xi'an, Yancheng, Yantai                                                    |                  |
| China Southern Airlines       | Peking, Changchun, Dalian, Guangzhou, Harbin, Mudanjiang, Shanghai-Pudong, Shenyang, Urumqi (begins 17 June 2014), Yanji, Zhengzhou               |                  |
| Czech Airlines                | Prag |                  |
| Delta Air Lines               | Detroit, Seattle/Tacoma (begins 3 June 2014) |                  |
| Dynamic Airways               | Saipan |                  |
| Eastar Jet                    | Suvarnabhumi, Fukuoka (begins 9 March 2014), Hong Kong, Jinan, Kota Kinabalu, Ningbo (begins 28 February 2014), Kansai, Phuket, Siem Reap, Narita |                  |
| Emirates                      | Dubai |                  |
| Ethiopian Airlines            | Addis Ababa, Hong Kong |                  |
| Etihad Airways                | Abu Dhabi |                  |
| EVA Air                       | Kaohsiung, Taipei-Taoyuan |                  |
| Finnair                       | Helsingfors |                  |
| Garuda Indonesia              | Denpasar/Bali, Jakarta-Soekarno-Hatta |                  |
| Hawaiian Airlines             | Honolulu |                  |
| Hong Kong Express Airways     | Hong Kong |                  |
| Japan Airlines                | Tokyo-Narita |                  |
| KLM                           | Amsterdam-Schiphols flygplats |                  |
| Lao Airlines                  | Vientiane |                  |
| Lufthansa                     | Frankfurt, München |                  |
| Malaysia Airlines             | Kuala Lumpur |                  |
| Mandarin Airlines             | Kaohsiung |                  |
| MIAT Mongolian Airlines       | Ulan Baator |                  |
| Myanmar Airways International | Rangoon |                  |
| Orient Thai Airlines          | Chiang Mai |                  |
| Peach                         | Kansai |                  |
| Philippine Airlines           | Cebu, Kalibo, Manila |                  |
| Qatar Airways                 | Doha |                  |
| S7 Airlines                   | Säsong: Irkutsk (börjar 25 juni 2014) |                  |
| Scoot                         | Singapore, Taipei-Taoyuan |                  |
| Shandong Airlines             | Jinan, Qingdao, Yantai |                  |
| Shanghai Airlines             | Shanghai-Pudong |                  |
| Shenzhen Airlines             | Shenzhen |                  |
| Sichuan Airlines              | Chengdu |                  |
| Singapore Airlines            | San Francisco, Singapore |                  |
| Sky Wings Asia Airlines       | Siem Reap |                  |
| StarFlyer                     | Säsong: Kitakyushu |                  |
| Thai Airways International    | Suvarnabhumi, Hong Kong, Los Angeles, Phuket, Taipei-Taoyuan                                                                                      |                  |
| Tianjin Airlines              | Tianjin |                  |
| Turkish Airlines              | Istanbul-Atatürk |                  |
| T'way Airlines                | Suvarnabhumi, Fukuoka, Hong Kong (begins April 28, 2014), Saga,Sapporo-Chitose                                                                    |                  |
| United Airlines               | San Francisco, Tokyo-Narita |                  |
| Uzbekistan Airways            | Tashkent |                  |
| Vanilla Air                   | Tokyo-Narita |                  |
| Vietnam Airlines              | Đà Nẵng, Hanoi, Tan Son Nhat |                  |
| Xiamen Airlines               | Fuzhou, Xiamen |                  |
| Yakutia Airlines              | Yakutsk |                  |

#### Starline

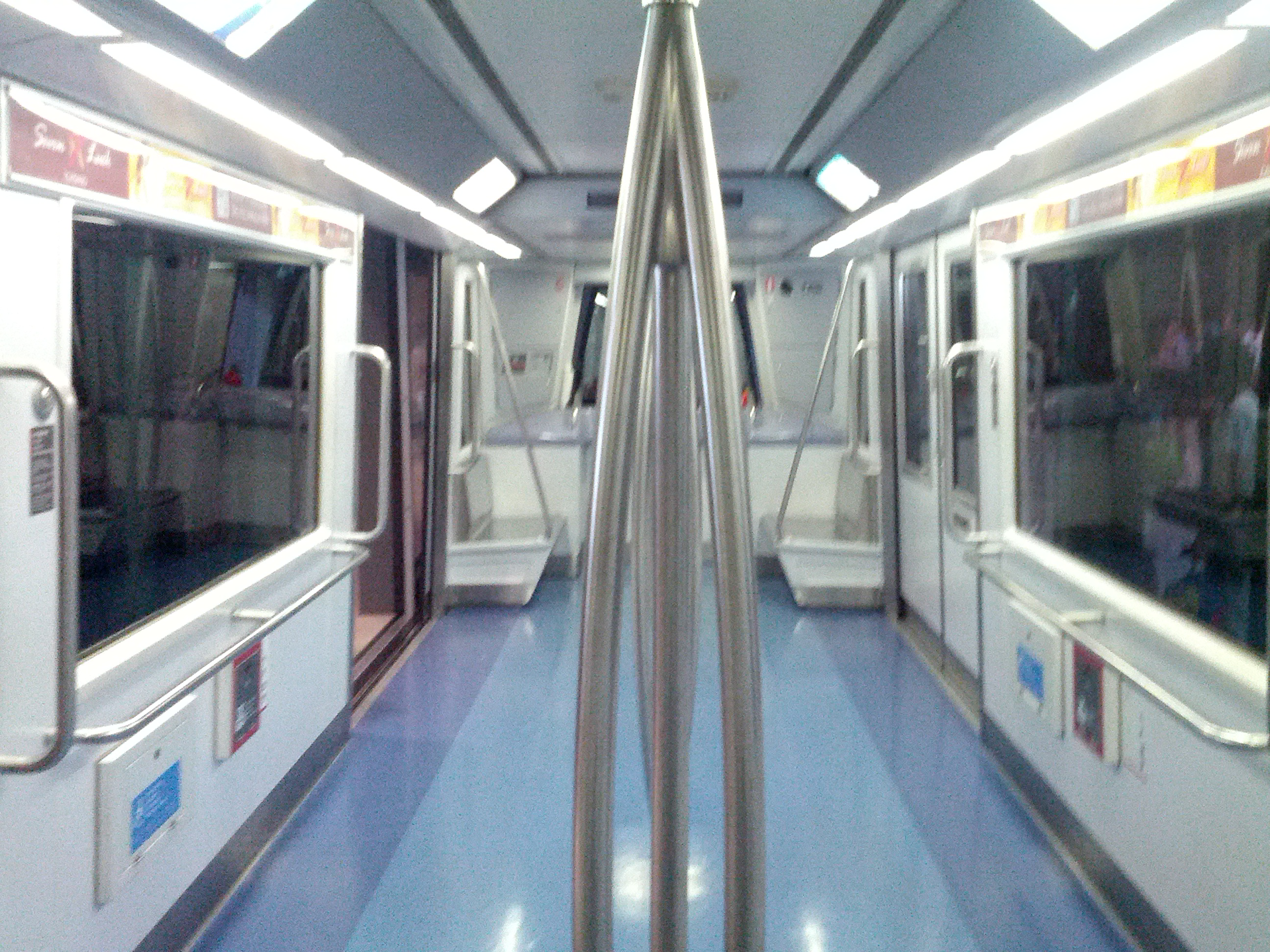
Interiör på tåget.

Detta är ett Tåg som kör på två parallella spår under marken mellan huvudterminalen och concoursen. Tågen är Mitsubishi Crystal Mover som är ett APM-tåg (automated people mover) och kör förarlöst. I och med utvidgningen av flygplatsen kommer även detta tåg få nya hållplatser.

## Incidenter
Den 16 juni 2011 blev Asiana Airlines flygning 324 som flögs med en Airbus A321 från Shuangliu i Kina, beskjuten av två soldater från Sydkoreanska Marinkåren när planet skulle landa på Incheon. Total 99 skott avlossades mot planet, som var för långt bort och kunde göra en säker landning. Soldaterna hade misstagit planet för ett nordkoreanskt militärplan, och agerade på sin stående order om att öppna eld utan godkännande från sin chef. Denna order kom efter bombarderingen av Yeonpyeong 23 november 2010.

## Kommunikationer

### Järnväg
Till flygplatsen går ett expresståg från Seoul station kallat AREX, det växlar mellan att vara ett direkttåg som tar 43 minuter varje halvtimme, och att stanna på mellanliggande stationer som tar 53 minuter var sjätte minut. Stationen är placerad bredvid huvudterminalen. Tåget har en topphastighet på 120 km/h vilket är nästan dubbelt så snabbt som ordinarie tunnelbanetåg i Seoul. Många stationer längs spåret ger möjlighet att byta till övriga tunnelbanenätet, vid Gimpo Airport kan man byta till linje 5 och 9, och vid Hongik University Station kan man byta till linje 2.